# Southaven
Southaven är en stad (city) i DeSoto County i delstaten Mississippi i USA. Staden hade 54 648 invånare, på en yta av 107,58 km² (2020). Den ligger i Memphis storstadsområde, vid gränsen mot Tennessee.